# U-117号潜艇 (1917年)
陛下之117号潜艇是德意志帝国海军建造的UE-II型远程布雷潜艇或称U艇的首艇。它由汉堡的伏尔铿船厂承建，于1917年12月10日下水，至1918年3月28日交付使用。U-117号是在第一次世界大战期间服役的329艘德国潜艇之一，曾参加过大西洋潜艇战。在其仅有的一次巡逻中，共击沉20艘协约国或中立国商船，容积总吨为27459吨。战后，U-117号被引渡至美国，并继续为美国海军服役，直至1921年6月21日作为靶舰在查尔斯角附近遭炸沉。

## 设计
1916年春天，基于既有的UE-I型潜艇在适航性和速度方面存在重大缺陷，且极易发生故障，德意志帝国海军潜艇监察局（Inspektion des U-Bootwesens）启动了名为第45号方案的千吨级布雷潜艇设计工程，即UE-II型潜艇。新方案是UE-I型和双壳体U-115至U-116型的综合体，其艏部结构几乎是完全照搬了后者的设计，艉部的耐压壳体则必须设计为椭圆形，以容纳大型水雷贮存舱。
U-117号是UE-II型潜艇的首艇。其全长为81.52米，舷宽7.42米；有4.22米的吃水深度。其水上排水量为1164吨，水下为1572吨。艇只搭载有可在水上使用的两台猛狮六缸四冲程柴油发动机，总功率为2,400匹公制馬力（1,765千瓦特）；以及可在水下使用的西门子-舒克特双电动发电机，总功率为1,200匹公制馬力（883千瓦特）。这些发动机用以驱动双轴、每根轴各一个直径1.61米长的螺旋桨。它的潜航深度为75米。
U-117号在水上的最高速度可达14.7節（27.2每小時），在水下的最高航速则为7節（13每小時）。它可以8節（15每小時）的速度在水上巡航13,900海里（25,700），或以4.5節（8.3每小時）的速度在水下巡航35海里（65）。与UE-I型类似，该艇的布雷装置也是由水雷布放管和贮存台架组成，两个3层台架最多可贮存42枚UC200型水雷，水雷舱占据艇体后部约四分之一的舱段。此外，通过上层构造左右两舷的耐压装载舱还可额外贮存30枚水雷，它们通过专用导轨输送至水雷舱。出于自卫需要，U-117号也配有四具艇艏鱼雷发射管，并可携带至多14枚鱼雷；作为辅助武器的甲板炮则是一门88毫米30倍径速射炮和一门150毫米45倍径速射炮。其标准船员编制为4名军官及36名水兵。

## 历史
U-117号是由德意志帝国海军作为L项战时订单（Kriegsauftrag L）的一部分，于1916年5月27日向汉堡的伏尔铿船厂订购，建造编号为91。艇只于1917年12月10日下水，至1918年3月28日在首任暨唯一一任艇长、海军上尉奥托·德勒舍尔的指挥下正式交付使用。完成海试后，U-117号自1918年6月1日起被编入巡洋潜艇部队服役，并在基尔完成了为期五周的适配改装。

### 北美东岸行动
1918年7月11日，U-117号从基尔出发执行首次布雷巡逻，沿东线穿越环绕丹麦的波罗的海，经由斯卡格拉克海峡进入北海。绕过设得兰群岛后，它开始向北大西洋西部驶去，目的是前往美国东岸外围布设雷区，并展开巡洋作战。然而，在横渡大西洋期间，因受到恶劣天气的影响，尽管U-117号发现了两艘单独航行的轮船、两支护航船队和一艘轻巡洋舰，却无法发动袭击。
U-117号于1918年8月8日抵达美国沿岸海域，它的境遇此后很快得到好转。8月10日，该艇遇到一支渔船编队，随即发动无差别攻击，以甲板炮击沉了其中的8艘。8月12日，U-117又发现了一艘无负载的佐默斯塔德号（Sommerstad），但注意到这艘挪威货轮配备了武器，便潜入水下进行攻击，用一枚鱼雷将其击沉。翌日，潜艇再次发动水下鱼雷攻击，击中了正从墨西哥坦皮科驶往美国波士顿、载重7127总吨的美国油轮弗雷德里克·R·凯洛格号（Frederic R. Kellogg），船上载有7500桶原油。行动发生在巴尼加特莱特以北约12海里（22）处；然而，油轮却只是在这样的浅滩中瘫痪，以至于美国人能够将其营救回岸。
同一天晚些时候，这艘布雷潜艇开始了它的另一半任务，在巴尼加特莱特附近布设水雷。这一努力后来取得了成果：1918年10月4日，马洛里航运的圣萨巴号轮船（San Saba）触雷沉没；10月27日，从哈瓦那驶来的古巴货轮查帕拉号（Chaparra）也触雷沉没。8月14日，当U-117号中断布雷作业以继续巡洋作战时，遇到了美国的五桅纵帆船多萝西·B·巴雷特号（Dorothy B. Barrett）。潜艇遂将甲板炮对准那艘帆船，将其击沉。然而，此后不久，当一架美国水上飞机迫使潜艇潜航避难时，这位猎人成为了猎物。飞机和猎潜舰SC-71号对U-117号发动了短暂的密集轰炸，其中SC-71号在失去潜艇的踪迹之前投掷了深水炸弹。
第二天，即1918年8月15日，U-117号继续在芬威克岛灯塔附近布设水雷。这片雷区后来导致两艘船舶遇难：一艘受损，另一艘沉没。1918年9月29日，排水量达18000吨的美国海军战列舰明尼苏达号撞上了其中一枚水雷，并遭受严重破坏；隶属海军海外运输服务处的货轮赛提亚号则于11月9日驶入同一海域，触雷沉没。当天晚些时候，U-117号继续向南移动，在冬营滩灯船附近布下了第三个雷区后，截停一艘容积总吨为1613吨的美国帆船马德鲁加达号（Madrugada），然后用炮火击沉了它。同一天，一架巡逻的美国水上飞机还挫败了德国潜艇随后试图拦截另一艘帆船的企图。
1918年8月16日，U-117号恢复其布雷作业，这次是在北卡罗莱纳州的哈特拉斯角，但接近6978总吨的英国油轮米尔罗号（Mirlo）打断了它的工作。接近水下目标时，U-117号发射了一枚鱼雷，将这艘商船送入海底。袭击过后，潜艇再次开始布设水雷，在其第四个也是最后一个阵地上作业。这时，燃料的严重短缺迫使它返回德国。

### 返程之旅

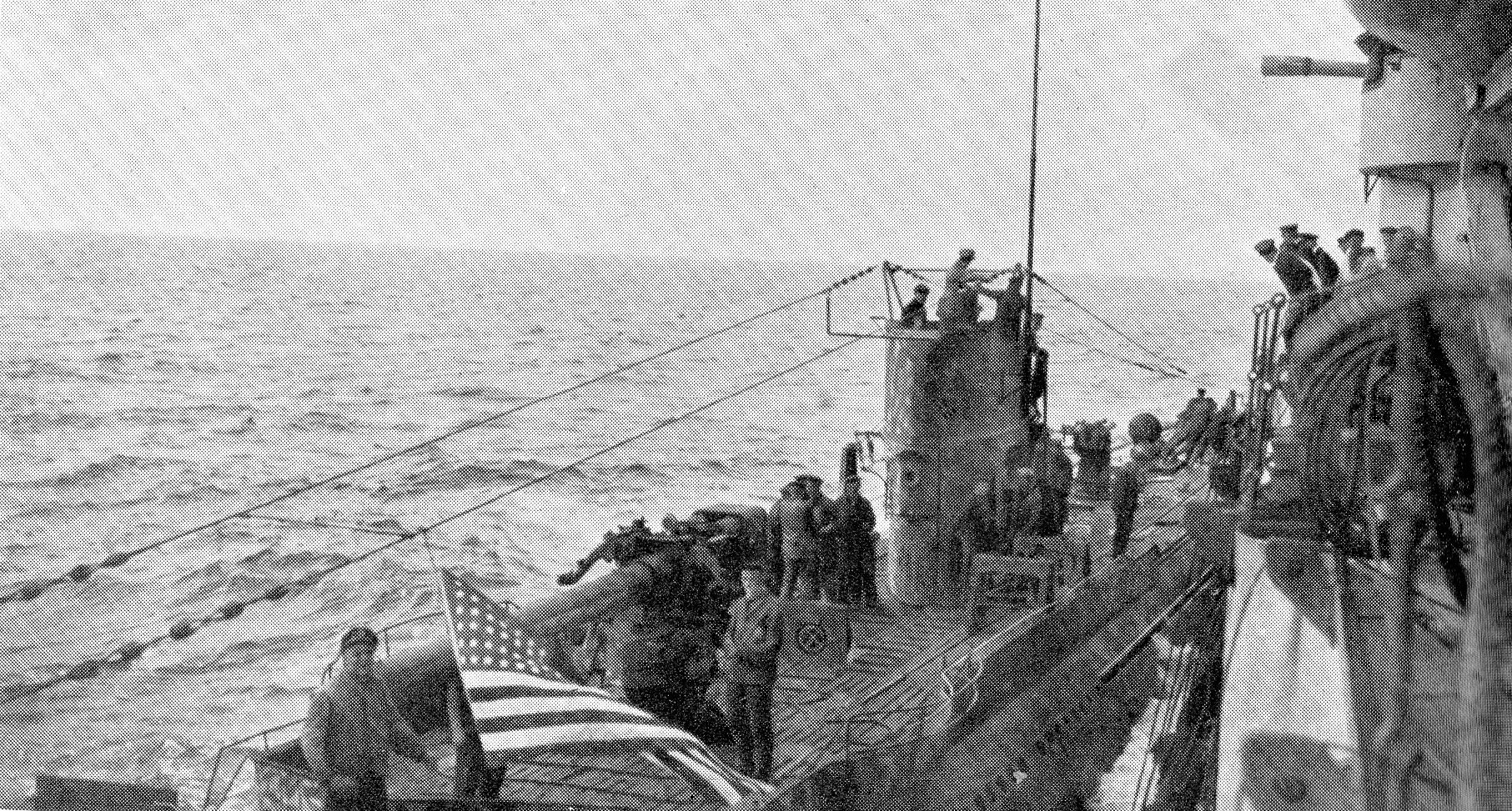
U-117号从大西洋返航后与汉诺威号战列舰并行

回程航行远比出航巡洋时更多彩，也更成功。1918年8月17日，U-117号拦截了一艘容积总吨为2846吨、正从布宜诺斯艾利斯满载着亚麻籽运往纽约的挪威货轮诺德哈夫号（Nordhav）；潜艇的水兵们登船把炸弹放在了这艘战利船上并引爆。三天后，U-117号又与一艘身份不明、装备精良的武装商船展开了水面炮斗，但无疾而终。8月26日，它截停了145总吨的美国拖网渔船迅速号（Rush），同样在船上安放炸弹将其炸沉。翌日，U-117号发现了正从法国拉帕里斯驶向巴尔的摩的挪威货轮贝格斯达伦号（Bergsdalen），并用一枚鱼雷将猎物击沉。三天后，即8月30日，它遇到了最后两名受害者，拦下了136总吨的英国拖网渔船埃尔西·波特号（Elsie Porter）和波滕塔特号（Potentate），两艘船都被安置炸药沉没。
1918年9月5日，U-117号在试图用鱼雷攻击英国轮船战争女王号（War Ranee）未果后，集中精力向斯卡格拉克海峡的安全地带作最后的冲刺。严重的燃料短缺迫使该艇于9月8日与U-140号潜艇进行无线电联系，以求建立一个燃料补给会合点。两艘U艇于9月12日和13日在法罗群岛附近相遇，U-117号装载了大约23000升柴油，然后继续驶向基尔。9月22日，这艘潜艇相当狼狈地驶入目的地，不得不叫来一艘巡逻鱼雷艇拖着它完成最后一段旅程。
在战争的余下时间里，U-117号一直处于闲置状态。1918年10月23日，她被重新编入公海舰队的第一潜艇区舰队；但在此期间仍一直留在造船厂。

### 移交美国海军

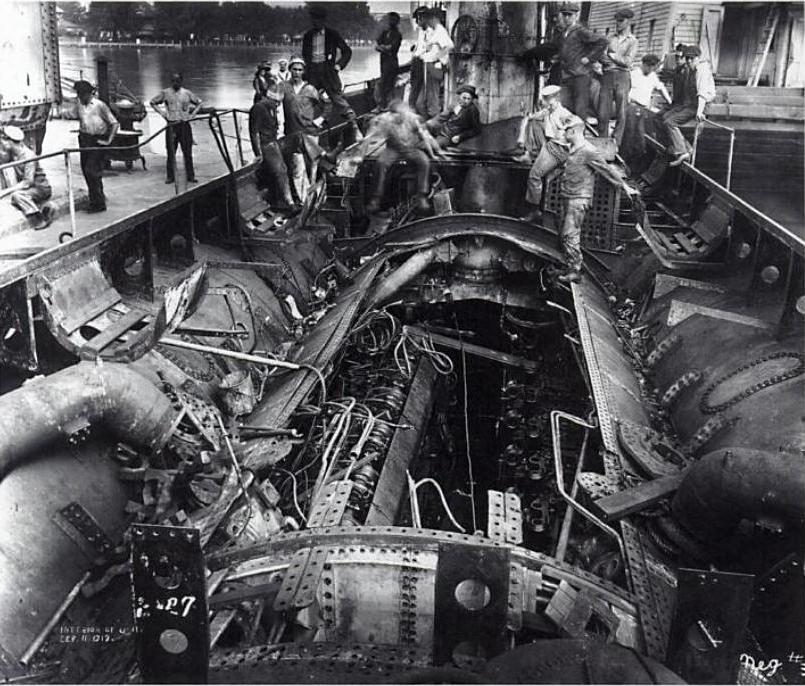
U-117号在费城海军船厂作部分拆除（1920年）

1918年11月11日生效的停战协议结束了交战状态，并要求德国将其既有的潜艇移交协约国。十天后，U-117号被引渡至哈维奇正式投降。
战后，根据对德停战协议的要求，该艇先是于1918年11月20日移交英国，并在哈维奇正式向协约国投降。在接下来的几個星期，美国海军表示有兴趣购买几艘前德国潜艇，作为美国当局发行的“胜利自由债券”促销活动的展品。U-117号成为了因此目的而预留的六艘潜艇之一。1919年3月，美国船员接管该艇，并成立特别管委会，由海军中尉阿奎拉·G·迪布雷尔担任指挥官。
经过一段繁忙的出海准备和调试后，U-117号与UB-88号、U-111号、U-140号、UB-148号、UC-97号潜艇以及潜艇母舰萨姆纳号一起，于4月3日从哈维奇驶出英吉利海峡。这支非典型的美国任务组织被称为“前德国潜艇远征部队”（Ex-German Submarine Expeditionary Force），在经停亚速尔群岛和百慕大群岛之后，于1919年4月27日抵达纽约，并很快便在当地向公众展出。游客、摄影师、记者、海军技术人员和民用潜艇制造商都蜂拥前来参观这六艘战利品。随后，六艘潜艇受命造访一系列港口，以促进胜利债券的销售。U-117号制定了东岸的巡游行程，期间在华盛顿特区停留，并在当地的华盛顿海军船厂驻泊了很长一段时间。随着债券促销活动于同年夏末结束，该艇遂与U-140号和UB-148号一同被搁置在费城海军船厂。在那里，U-117号遭到部分拆除，且直至1921年6月才被运出海上，用作海军和陆军进行空中轰炸试验的靶舰。

### 沉没

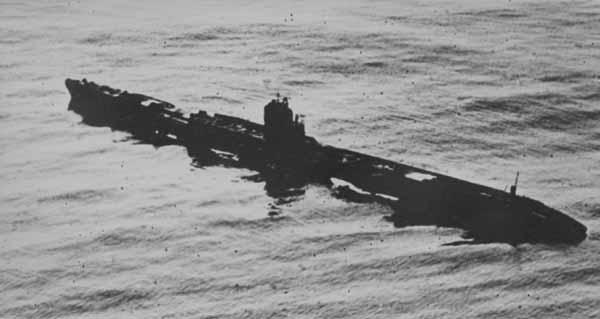
被用作靶舰的U-117号

1921年6月21日，三艘美国海军的费力克斯托F5L型飞行艇爬升至1,200英尺（370米）的高度，携同十二枚163磅（74）炸弹、每枚装载117磅（53）TNT，在查尔斯角灯船以东50海里（93）的平静水域中，轰炸并击沉了锚泊在水面上的U-117号。
炸弹分为两轮轰炸，一轮三枚、一轮九枚。两轮轰炸都形成跨射并全数落在目标附近不足150英尺（46）的范围内，所有炸弹都按设计发挥了作用。在实施第二轮轰炸后，U-117号于七分钟内沉没。监察委员会没有对它进行检查。这艘潜艇抛锚驻泊，无人在艇上，是一个易于攻击的目标。

## 袭击历史摘要
| 日期           | 船名                  | 船籍       | 吨位  | 结局 |
| -------------- | --------------------- | ---------- | ----- | ---- |
| 1918年8月10日  | 阿莱达·梅号           | 美国       | 31    | 击沉 |
| 1918年8月10日  | 巡洋者号              | 美国       | 28    | 击沉 |
| 1918年8月10日  | 厄尔与内蒂号          | 美国       | 24    | 击沉 |
| 1918年8月10日  | 卡蒂·L·帕尔默号       | 美国       | 31    | 击沉 |
| 1918年8月10日  | 玛丽·E·森尼特号       | 美国       | 26    | 击沉 |
| 1918年8月10日  | 进步号                | 美国       | 34    | 击沉 |
| 1918年8月10日  | 依靠号                | 美国       | 19    | 击沉 |
| 1918年8月10日  | 威廉·H·斯塔巴克号     | 美国       | 53    | 击沉 |
| 1918年8月12日  | 佐默斯塔德号          | 挪威       | 3875  | 击沉 |
| 1918年8月13日  | 弗雷德里克·R·凯洛格号 | 美国       | 7127  | 击伤 |
| 1918年8月14日  | 多萝西·B·巴雷特号     | 美国       | 2088  | 击沉 |
| 1918年8月15日  | 马德鲁加达号          | 美国       | 1613  | 击沉 |
| 1918年8月16日  | 米尔罗号              | 英国       | 6978  | 击沉 |
| 1918年8月17日  | 诺德哈夫号            | 挪威       | 2846  | 击沉 |
| 1918年8月20日  | 安萨尔多三世号        | 義大利王國 | 5310  | 击伤 |
| 1918年8月24日  | 比安卡号              | 英国       | 408   | 击伤 |
| 1918年8月26日  | 迅速号                | 美国       | 145   | 击沉 |
| 1918年8月27日  | 贝格斯达伦号          | 挪威       | 2555  | 击沉 |
| 1918年8月30日  | 埃尔西·波特号         | 英国       | 136   | 击沉 |
| 1918年8月30日  | 波滕塔特号            | 英国       | 136   | 击沉 |
| 1918年9月29日  | 明尼苏达号            | 美國海軍   | 18000 | 击伤 |
| 1918年10月4日  | 圣萨巴号              | 美国       | 2458  | 击沉 |
| 1918年10月27日 | 查帕拉号              | 古巴       | 1510  | 击沉 |
| 1918年11月9日  | 赛提亚号              | 美国       | 2873  | 击沉 |

## 脚注
1. 1 2 3  Gröner 1991，第15頁.
2. 1 2  Helgason, Guðmundur. . German and Austrian U-boats of World War I - Kaiserliche Marine - Uboat.net.   [2021-12-21].
3. 1 2  陈进，第140頁.
4. ↑  Herzog，第139頁.
5. 1 2 3 4 5 6 7 8 9 10  Raymond A. Mann. . Naval History and Heritage Command. 2021-02-25  [2021-12-20]. （原始内容存档于2021-12-20）.
6. ↑  Helgason, Guðmundur. . German and Austrian U-boats of World War I - Kaiserliche Marine - Uboat.net.   [2021-12-20].
7. ↑  Helgason, Guðmundur. . German and Austrian U-boats of World War I - Kaiserliche Marine - Uboat.net.   [2021-12-20].
8. ↑  Helgason, Guðmundur. . German and Austrian U-boats of World War I - Kaiserliche Marine - Uboat.net.   [2021-12-20].
9. ↑  Helgason, Guðmundur. . German and Austrian U-boats of World War I - Kaiserliche Marine - Uboat.net.   [2021-12-20].
10. ↑  Helgason, Guðmundur. . German and Austrian U-boats of World War I - Kaiserliche Marine - Uboat.net.   [2021-12-20].
11. ↑  Helgason, Guðmundur. . German and Austrian U-boats of World War I - Kaiserliche Marine - Uboat.net.   [2021-12-20].
12. ↑  Helgason, Guðmundur. . German and Austrian U-boats of World War I - Kaiserliche Marine - Uboat.net.   [2021-12-20].
13. ↑  Helgason, Guðmundur. . German and Austrian U-boats of World War I - Kaiserliche Marine - Uboat.net.   [2021-12-20].
14. ↑  Helgason, Guðmundur. . German and Austrian U-boats of World War I - Kaiserliche Marine - Uboat.net.   [2021-12-20].
15. ↑  Helgason, Guðmundur. . German and Austrian U-boats of World War I - Kaiserliche Marine - Uboat.net.   [2021-12-20].
16. ↑  Helgason, Guðmundur. . German and Austrian U-boats of World War I - Kaiserliche Marine - Uboat.net.   [2021-12-20].
17. ↑  Helgason, Guðmundur. . German and Austrian U-boats of World War I - Kaiserliche Marine - Uboat.net.   [2021-12-20].
18. ↑  Koerver.
19. ↑  Gibson & Prendergast，第377頁.
20. ↑  . The Washington Herald (Washington, D.C.). 1919-04-23: 1, 3.
21. ↑  Helgason, Guðmundur. . German and Austrian U-boats of World War I - Kaiserliche Marine - Uboat.net.   [2016-04-30].